# Torneo Albert Schweitzer 1966
Il Torneo Albert Schweitzer 1966 si è svolto nel 1966 a Mannheim, nell'allora Germania Ovest.

## Classifica finale
| Pos. | Squadra        |
| ---- | -------------- |
|      | Italia         |
|      | Turchia        |
|      | Austria        |
| 4.   | Stati Uniti    |
| 5.   | Paesi Bassi    |
| 6.   | Germania Ovest |
| 7.   | Svizzera       |
| 8.   | Lussemburgo    |
| 9.   | Danimarca      |